# Atlasburg
Atlasburg es un lugar designado por el censo ubicado en el condado de Washington en el estado estadounidense de Pensilvania. En el año 2010 tenía una población de 401 habitantes.

## Geografía
Atlasburg se encuentra ubicado en las coordenadas 40°20′37″N 80°22′49″O / 40.34361, -80.38028.